# Stade Marin-Anastasovici
 (mars 2025).
Le Stadionul Marin Anastasovici est un stade multifonction situé à Giurgiu en Roumanie ouvert en 1963 et rénové entre 2012 et 2014. Il est principalement utilisé pour les matchs de football et sert de domicile au club de l'Astra Giurgiu. Sa capacité est de 8 500 places.
Le premier match international de football joué au stade oppose l'équipe espoirs de Roumanie à celle de l'Allemagne, le 19 novembre 2013.